# 下郷交差点
下郷交差点（しもごうこうさてん）は、大分県中津市にある中津日田道路（耶馬溪道路）の交差点である。

## 歴史
- 2021年（令和3年）2月28日 : 耶馬溪山移IC - 下郷交差点間 開通に伴い、供用開始[1][2][3]。

## 接続する道路
- 直接接続
  - 国道212号

## 周辺
- 中津市立下郷小学校

## 隣
中津日田道路（耶馬溪道路）
(9) 耶馬溪山移IC - (10) 下郷交差点